# Bernhard Hammer
Pour les articles homonymes, voir Hammer.
Bernhard Hammer, né le 3 mars 1822 à Olten (originaire du même lieu) et mort le 6 avril 1907 à Soleure, est une personnalité politique suisse, membre du Parti radical-démocratique (PRD). Il est conseiller fédéral de 1876 à 1890 et président de la Confédération en 1879 et 1889.

## Biographie
Bernhard Hammer naît le 3 mars 1822 à Olten. Il est originaire du même lieu. Il est le fils d'un patron d'auberge.
Après ses écoles primaire et secondaire à Olten et son gymnase à Soleure, où il adhère aux Zofingiens, il fait des études de physique et d'histoire naturelle à l'Université de Genève, puis le droit et la philosophie aux universités de Fribourg-en-Brisgau, de Berlin et de Zurich, puis s'installe en 1844 à Soleure comme avocat et notaire. Il est président du tribunal de district de 1853 à 1856.
Sa carrière à l'armée le mène jusqu'au grade de colonel en 1862. Instructeur en chef de l'artillerie de 1861 à 1868, poste pour lequel il déménage à Thoune, il est ensuite nommé ministre plénipotentiaire suisse à Berlin, où il demeure jusqu'en 1875,.
De confession catholique, il épouse une protestante en 1853, Gertrud Jäggi, ce qui n'allait pas de soi à l'époque. Après la mort de sa première femme en 1881, il épouse Anna Froelicher en 1884, qui lui donne deux enfants.

### Parcours politique
Il est député au Grand Conseil du canton de Soleure de 1856 à 1868.
Il est élu au Conseil fédéral le 10 décembre 1875, au cinquième tour de scrutin (22e conseiller fédéral de l'histoire[réf. nécessaire]), et par la suite réélu à quatre reprises. Il dirige le Département des finances et des douanes jusqu'à la fin de 1890, avec une année d'interruption lors de sa première année de présidence de la Confédération, en 1879, où il dirige le Département politique. Il est réélu à la présidence de la Confédération le 13 décembre 1888[réf. souhaitée].
Il démissionne du Conseil fédéral le 31 décembre 1890.